# Peridio

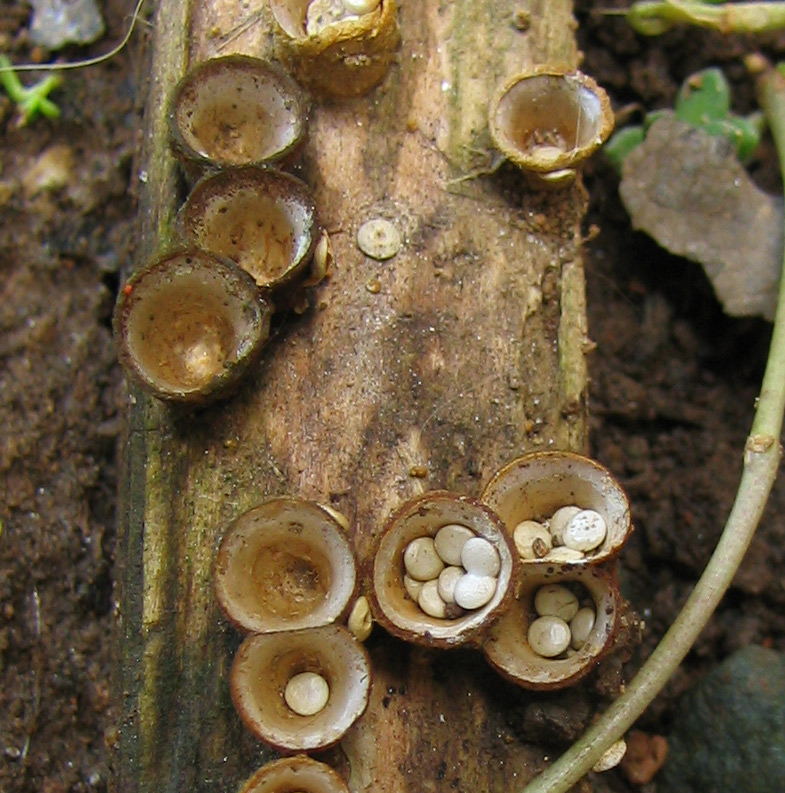
La capa exterior de este hongo nido de pájaro (Crucibulum laeve) es el peridio.

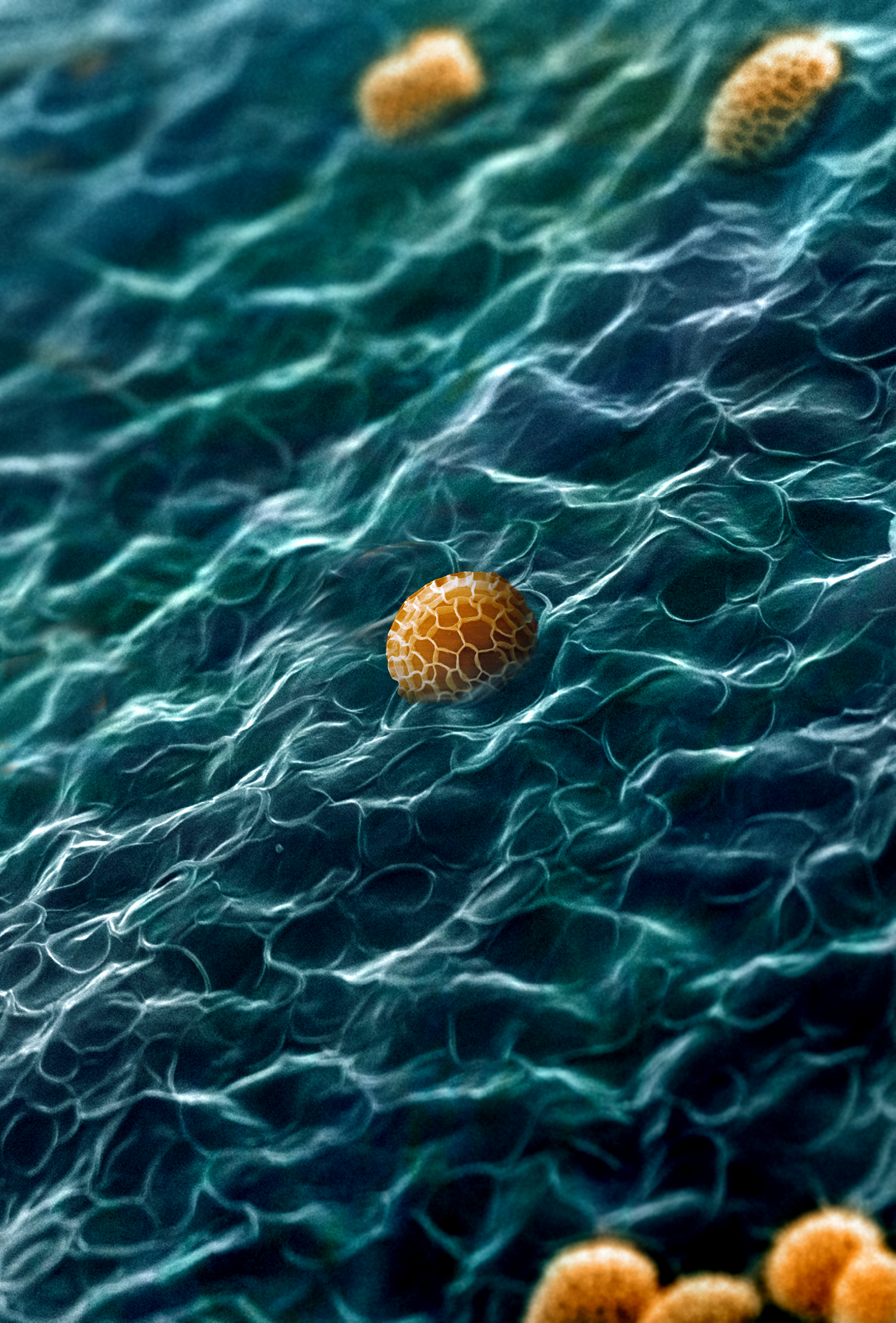
Superficie interna del peridio del raro myxomycete Tubifera dudkae está cubierto con pliegues.

Se denomina peridio a la capa protectora que encierra una masa de esporas en los hongos. Esta cubierta exterior es una característica distintiva de los hongos gasteroides.

## Descripción
Dependiendo de la especie, el peridio puede variar de ser delgado como un papel a grueso o incluso duro. Típicamente, el peridio consta de una a tres capas. Si hay solo una capa, se le llama peridio. Si existiesen dos capas, la capa exterior se apellida el exoperidio y la capa interior el endoperidio. En el caso de tres capas serían el exoperidio, el mesoperidio y el endoperidio.
En las formas subterráneas más sencillas, el peridio se mantiene cerrado hasta que las esporas están maduras, e incluso entonces no muestra un arreglo especial paradehiscencia o apertura, pero esta se cae antes de que las esporas son liberadas.

### Bejines
En muchas especies de hongos, el peridio se encuentra adornado con escamas o espinas. En especies que crecen encima de la tierra durante su desarrollo, generalmente conocidas como "bejines", el peridio normalmente se compone de dos o más capas, donde la capa exterior esta cubierta normalmente de verrugas o espinas. Por otro lado, la capa interior es continua y lisa para preservar las esporas. A veces, como en el caso de Geastrum, el número de capas es más grande, y el exoperidio finalmente rompe el ápice en  un número variable de porciones con punta. Sin embargo, la capa interior queda intacta por una abertura definida en el ápice.

### Earthballs
Por su parte, los hongos earthball generalmente tienen un solo peridio, el cual posee de 3 a 9 cm de ancho. Este peridio solitario es generalmente rígido y parece una corteza;  es blanco cuando se corta pero rosado si esta fresco. La superficie varía de marrón amarillento a un amarillo sucio, y está ordenado en escamas.

## Terminología
A veces el peridio recibe nombre particulares según la especie de hongo. Por ejemplo, el peridio de la sub-familia Phalloideae se llama volva. Con peridio a veces se hace referencia al "nido" exterior de un hongo nido de pájaro.